# Piero Pellizzari
Piero Pellizzari (Udine, 29 febbraio 1960) è un ammiraglio italiano appartenente al Corpo delle Capitanerie di porto - Guardia Costiera; dall'8 luglio 2023 ricopre la carica di Direttore Marittimo della Liguria.

## Biografia
Frequenta il Collegio Navale Francesco Morosini e quindi l’Accademia navale di Livorno dal 1979 al 1983, dove consegue la laurea magistrale in Scienze Marittime e Navali; Viene quindi avviato alle scuole di volo della US Navy dove, nel 1985, consegue il titolo di naval aviator.
Ha quindi conseguito nel 2005 la laurea magistrale in “Scienze Internazionali e Diplomatiche” (Facoltà di Scienze Politiche) presso l'Università di Trieste e nel 2010 un Master di secondo livello in “Studi Avanzati sulla Sicurezza Internazionale” presso l'Università di Perugia, frequentando lo IASD (Istituto Alti Studi per la Difesa).
Da Ufficiale di Stato Maggiore della Marina Militare ha prestato servizio presso l’Accademia Navale come "Ufficiale inquadratore" e successivamente, dopo essersi qualificato nel 1987 pilota Combat Ready su elicottero SH-3D Sea King, gli vengono affidati numerosi incarichi in ambito nazionale tra i quali spiccano quelli di pilota presso le basi di Catania e Sarzana e di Ufficiale alle Operazioni Aeree a bordo di nave Garibaldi; nel corso della sua carriera di pilota ha maturato 1800 ore di volo partecipando a numerose esercitazioni multilaterali nel Mar Mediterraneo.
L'Ammiraglio Ispettore Capo Pellizzari nel 1991 è transitato nei ruoli delle Capitanerie di Porto - Guardia Costiera dove ha ricoperto, tra gli altri, gli incarichi di Comandante delle capitanerie di porto di Porto Santo Stefano, Imperia e Civitavecchia, e di Direttore Marittimo del Veneto. Presso il Comando Generale del Corpo delle Capitanerie di Porto a Roma, in veste prima di Capo del IV Reparto "Mezzi e Materiali" e poi di Capo del VII Reparto “Informatica, Sistemi di monitoraggio del Traffico e Comunicazioni”, è stato direttamente coinvolto nei più importanti progetti riguardanti l’approvvigionamento e l’aggiornamento di beni e servizi nei settori delle costruzioni navali e loro ammodernamento, delle comunicazioni, della sorveglianza del traffico marittimo e della radio navigazione.
Ha svolto un’intensa attività internazionale presso l’International Association of Marine Aids to Navigation and Lighthouse authorities (IALA, Parigi), in qualità di Membro del Consiglio dell’Associazione, massimo organo deputato a definire gli standard internazionali degli strumenti di ausilio alla navigazione marittima ed è stato nominato “Honorary Member”.
Nel 2010 la Commissione Europea emana la Direttiva 2010/65 EU, anche detta Reporting Formalities Directive (RFD). A livello globale, già nel 1965 con la IMO FAL Convention, il settore marittimo aveva preso coscienza che le navi perdono troppo tempo a causa delle pratiche burocratiche svolte nei porti. La soluzione nel 1965 fu l’introduzione di modelli standard validi a livello internazionale (IMO FAL FORM), ma sarà nel 2010 con la Direttiva 2010/65 EU, che l’Europa comprenderà le potenzialità derivanti dalla digitalizzazione delle formalità marittime, un processo che permette, per la prima volta, di poter parlare di attualissimi concetti come il “submit once” e l’interoperabilità tra pubbliche Amministrazioni. In Italia la Guardia Costiera si rese subito protagonista creando un primo sistema finalizzato alla digitalizzazione delle formalità marittime. Il primo problema da affrontare in questa rivoluzione “digitale” non fu di natura tecnologica, ma procedurale. Non si può progettare un sistema informatico senza poter partire da processi amministrativi standard in ogni porto. L’Ammiraglio Pellizzari intuì la necessità di promuovere uno studio approfondito sui processi gettando le basi, in stretta collaborazione con l’utenza marittima, del primo processo standard nazionale sulle formalità marittime, base su cui costruire il sistema che tutti oggi nel settore conoscono come PMIS2. Sempre l’Ammiraglio Pellizzari, permise l’interoperabilità del sistema con l’Agenzia delle dogane e con le varie Autorità di Sistema Portuale. L’Amministrazione diventa così fattore di forza anche nel business permettendo di fornire informazioni importanti capaci di coadiuvare il coordinamento delle operazioni portuali per tendere a quello che nel 2020 l’IMO definì “Just in Time Arrival Guide”. Oggi che tutti i porti sono ormai serviti da un sistema informatico, l’interoperabilità mantiene la sua strategica importanza conosciuta solo dagli utenti di settore, ma fondamentale per il buon andamento dei traffici marittimi ed intermodali della merce. L’interoperabilità permette inoltre di scambiare dati con le Pubbliche Amministrazioni nazionali coinvolte nel settore marittimo spingendo molto al di là dei confini del porto, le informazioni delle navi, delle merci e dei passeggeri, sempre per assolvere alle vigenti disposizioni di legge. Ogni nave che oggi opera nei porti nazionali riporta i propri dati sul sistema creato grazie ai lavori compiti sotto la direzione dell’Ammiraglio Pellizzari.
Con il ruolo di Responsabile Unico del Procedimento del progetto VTMIS nazionale ha visto la realizzazione ed il mantenimento in esercizio di 12 centri nazionali VTS e di 39 stazioni radar dislocate lungo le coste dello Stato. Degna di nota è anche la realizzazione della rete AIS nazionale che, in base alla Direttiva 2002/59 dell’UE, prevede l’installazione di stazioni di monitoraggio del traffico marittimo e la condivisione dei dati raccolti con gli altri Paesi unionali, al fine di compilare un’accurata immagine del traffico marittimo presente lungo le nostre coste. 
Promosso Ammiraglio Ispettore Capo ris. trat. il 1° marzo del 2025. 
È stato inoltre:
- Membro del consiglio di amministrazione dell’Agenzia europea per la sicurezza marittima (EMSA Lisbona),
- Membro del gruppo direttivo ad alto livello SafeSeaNet dell'UE (HLSG), istituito dalla Commissione Europea per le questioni tecnico-operative concernenti il monitoraggio del traffico navale e la condivisione delle informazioni di interesse marittimo a seguito di nomina del Capo di Gabinetto, d’ordine del Ministero delle infrastrutture e dei trasporti,
- Membro della Commissione IMO (Organizzazione marittima internazionale) per le comunicazioni, la ricerca e il soccorso - COMSAR.